# Maibrauchtum (Rheinland)
Das Maibrauchtum im Rheinland ist, wie viele lokale Brauchtümer, sehr speziell und unterscheidet sich in großen Teilen sogar von Dorf zu Dorf. Die Gruppierungen, die dieses Brauchtum organisieren, bestehen meist aus männlichen Jugendlichen und haben oft historische Bezeichnungen, z. B. Maigeloog, Maiclub, Maigesellschaft, Junggesellenverein, Reih oder Jungenspiel.

## Veranstaltungen

### Verkauf/Versteigerung von Maibräuten
Der Verkauf von Maibräuten hat eher symbolischen Charakter. In den meisten Fällen hat der Ersteigernde als einziger das Recht, mit seiner Maibraut zusammen an der Maitradition teilzunehmen (z. B. Maifest, Anbringen von Maiherzen/-bäumen). Bei der Versteigerung werden unverheiratete Mädchen ab 16 Jahren unter den Junggesellen eines Dorfes versteigert. Der Zeremonienmeister auch „Zeres“ oder „Zerem“ genannt gibt Stück für Stück Informationen über die Damen gegen Gebote bekannt. Diese können Alter, Namen oder Informationen über das Aussehen sein. Der höchst bietende erhält den Zuschlag. Die Einnahmen der Versteigerung werden überwiegend zur Organisation der Maisaison verwendet.

### Mainacht
Als Mainacht wird die Nacht vom 30. April auf den 1. Mai bezeichnet. In dieser Nacht bekunden traditionell die Maijungen ihren Maidamen ihr Interesse, indem sie ihnen Schmuck in Form von Maibäumen, Maiherzen oder Maibildern an das Haus hängen. Oft wird in einem Dorf durch ein sogenanntes Ausrufen mitgeteilt, welcher Maijunge welche Maidame offiziell „ersteigert“ hat.

### Maifest
Das Maifest wird von unterschiedlichen Gruppen und Organisationen organisiert. Oft wird es zu Ehren der Maikönigin und des Maikönigs gefeiert. Ein Maifest folgt üblicherweise einem traditionellen Ablauf und Ritualen, wobei es in einigen Gemeinden ein ganzes Wochenende dauert. Gebräuchliche Elemente sind neben einer Maikirmes, ein Ball in einem Saal oder in einem Zelt, sowie ein prunkvoller Festzug durch das Dorf. Das Maifest ist nicht zwangsweise das Wochenende der Mainacht. In Regionen, wo das Maibrauchtum stark vertreten ist, würden die Veranstaltungen so untereinander konkurrieren. Daher beginnen die Feierlichkeiten oftmals bereits im April und enden in manchen Fällen im Juni.

## Maikönig / Maikönigin
Viele Maigesellschaften bzw. -clubs ermitteln in Form einer Versteigerung einen Maikönig. Dieser ernennt seine Auserwählte zur Maikönigin. Die Bestimmung, wie ein Maikönig ermittelt wird, ist auch wiederum von Dorf zu Dorf unterschiedlich. So wird der Maikönigstitel entweder separat versteigert (am Anfang oder am Ende der Versteigerung) oder an denjenigen verliehen, der die teuerste Maifrau ersteigert hat. In manchen Orten wird der Maikönig mit einfacher Stimmenmehrheit demokratisch gewählt. In der Regel ist jemand so lange Maikönig, bis im nächsten Jahr ein neuer König bestimmt wird.
In einigen Dörfern wird jedoch der Maikönig schon Ende des letztjährigen Mais bestimmt. Dabei wird der Dorfbaum abwechselnd mit einer Axt beschlagen, bis der Baum fällt. Maikönig des nächsten Jahres ist der Maijunge, der den Baum zu Fall gebracht hat.
In ähnlicher Form steht in anderen Orten eine Maikönigin im Vordergrund.

## Mairemmel/Maipolizei/Dörpremmel
In manchen Dörfern gibt es eine Maipolizei – auch Mairemmel oder Dörpremmel genannt.
Sie überwacht die Einhaltung der jeweiligen Maitradition (beispielsweise dass Maijungen nur den Frauen einen Maischmuck anhängen, die sie auch ersteigert haben) und darf vielfach sogar Strafen für ein Vergehen kassieren.
Die Maipolizei kann aus mehreren Personen bestehen und weitere spezielle Aufgaben innerhalb der Maitradition übernehmen, zum Beispiel das Tragen eines Maibaums beim Festzug.

## Sonderformen
Der Maibrauchtum wird regional sehr unterschiedlich praktiziert. Hier einige Besonderheiten:

### Maigraf
Bei vielen Versteigerungen werden auch noch weitere Positionen ermittelt, wie z. B. den 1. und 2. Maigraf samt Gräfin. Hierbei handelt es sich um diejenigen, welche die zweit- und drittteuerste Frau ersteigert haben.

### Rötzchensvater
In einigen Gegenden gibt es noch den Rötzchensvater, zu dem derjenige ernannt wird, der die meisten Mailehen ersteigert hat. In der Regel ersteigerte das Rötzchen die preiswertesten Frauen, die nicht so begehrt sind, daher auch der Name Rötzchen (= Rotz, Rest).
Der Rötzchenvater stellt dann am Dorfplatz den Dorfbaum zu Ehren der nicht ersteigerten Mailehen.

## Maischmuck
Ein Hauptbestandteil der Maitradition ist es, seiner angebeteten Maifrau die Zuneigung durch einen Schmuck an ihrem Haus zu zeigen.
Der Maischmuck wird in der Nacht zum 1. Mai am Haus der Maifrau angebracht. Oft werden die Objekte von dem jeweiligen Junggesellen bewacht, damit sie nicht von Konkurrenten gestohlen werden. Ein Diebstahl nach der Mainacht gilt dabei aber als feige und hinterhältig.
Laut Tradition darf nur der Junggeselle einem Mädchen einen Schmuck an das Haus hängen, der diese auch auf der Maiversteigerung ersteigert hat.
Der Maischmuck wird nicht vor Ende Mai abgebrochen, beziehungsweise abgehängt.

### Dorfmai
Oft wird in der Mainacht ein großer, aufwändig geschmückter Maibaum zentral im Dorf aufgestellt. Die Maibäume sind beliebte Trophäen für die Nachbardörfer, indem sie abgesägt oder gestohlen werden.

### Maibaum
Junggesellen „stecken“ ihrer Liebsten einen mehr oder minder großen „Mai“, das heißt, sie schmücken einen Baum (in der Regel eine Birke oder eine Fichte) oder wenigstens einen Birkenzweig oder -ast und befestigen ihn am Haus oder Fenster der Auserwählten. Geschmückt wird dieser Baum mit Bändern oder Büscheln (sogenannte Plüme) bzw. Rosen aus buntem Krepp- oder Seidenpapier.

### Distelzweig
Neben Birken gibt es in einigen Regionen auch den Brauch, Distelzweige zu verwenden, um eine „stachelige“ Liebe zum Ausdruck zu bringen. Oft werden Distelbäume auch von Freunden aufgestellt, um einem Pärchen Glück zu wünschen.

### Maiherzen / Maibilder
In Teilen von Nordrhein-Westfalen findet sich ein erweiterter Brauch des Maibaumsetzens. Hier wird am Fenster der Liebsten ein sogenannter „Mai“ in Form eines selbstgebastelten Maiherzens oder Bildes angebracht.
Maiherzen beziehungsweise -bilder sind Bilder aus buntem Krepppapier oder gefärbtem Reis (sogenannte Reisherzen). Das Material wird dazu auf eine Styroporplatte oder Pappgrundlage gestreut. Für Maibilder werden aus Krepppapier kleine Röschen gedreht und diese werden im Styropor oder in der Pappe mosaikartig zusammengesteckt oder mit Spezialkleber aufgeklebt. Als Motive werden zumeist Motive des Maibrauchtums, Tier- oder Dorfmotive verwendet. Die Größe, Form und Ausführung sind von Dorf zu Dorf sehr unterschiedlich. Teilweise werden mehrere 10000 Papierröschen für solche Maibilder verwendet.
Maiherzen beinhalten meist den Namen beziehungsweise das Initial des Mädchens, Maibilder zeigen oft ganze Sätze und/oder Figuren.

Birke mit Plümen
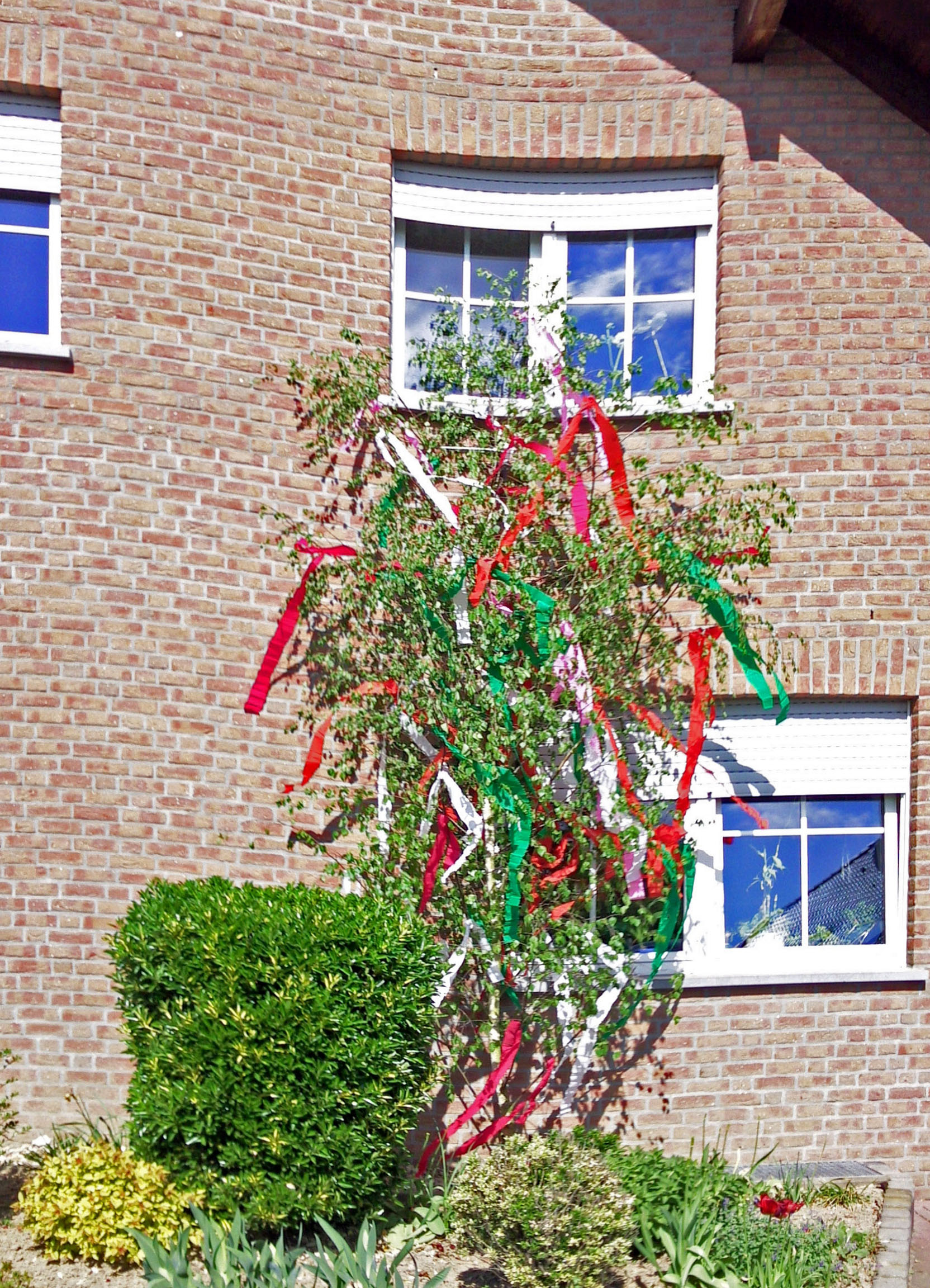
Mit Krepppapier geschmückter Ast einer Birke
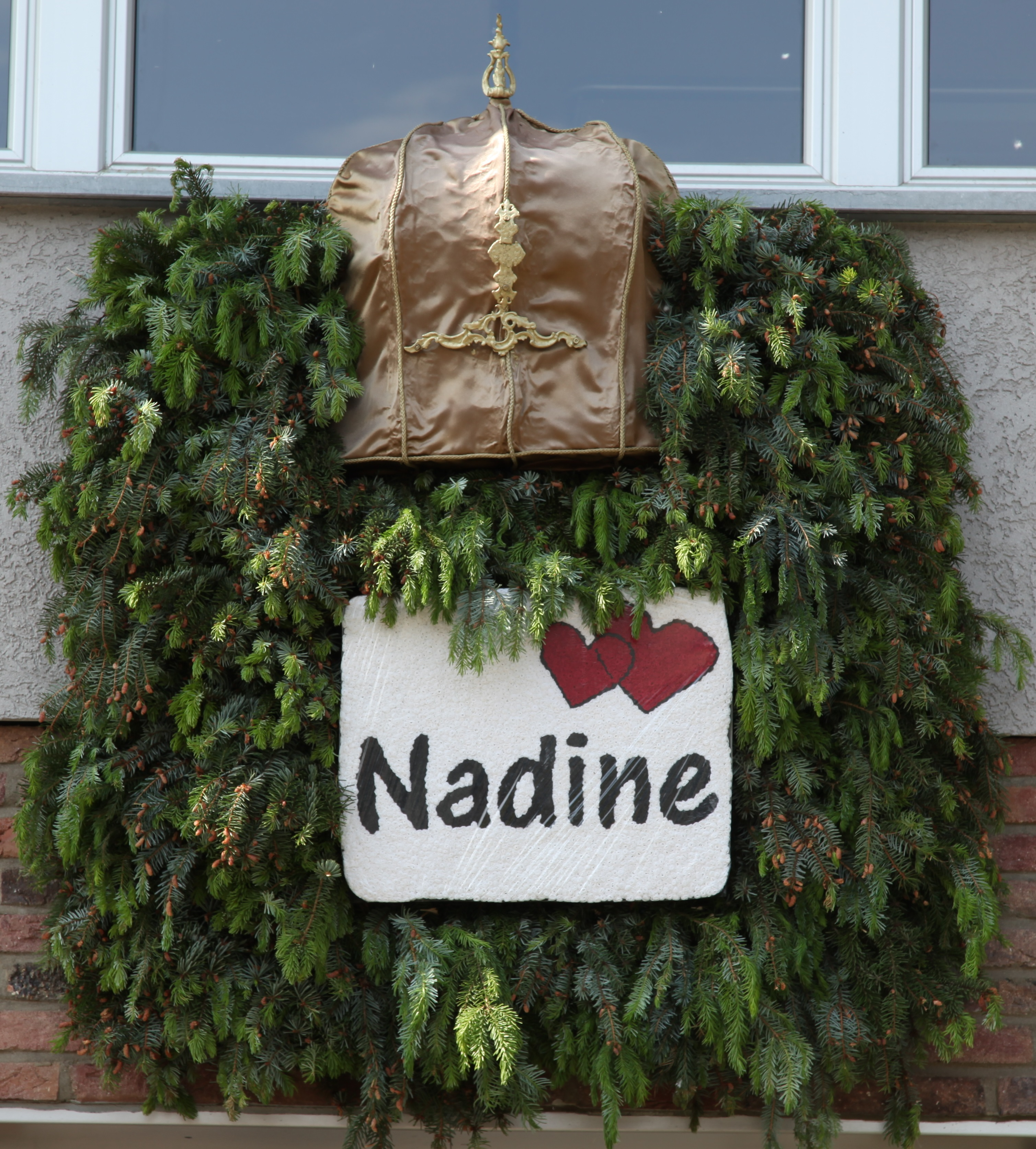
Mit Tannengrün verzierter Maistrauß aus knapp 10.000 feinen Papierrosen, auf Styropor gesteckt (Jülich-Barmen, 2011)
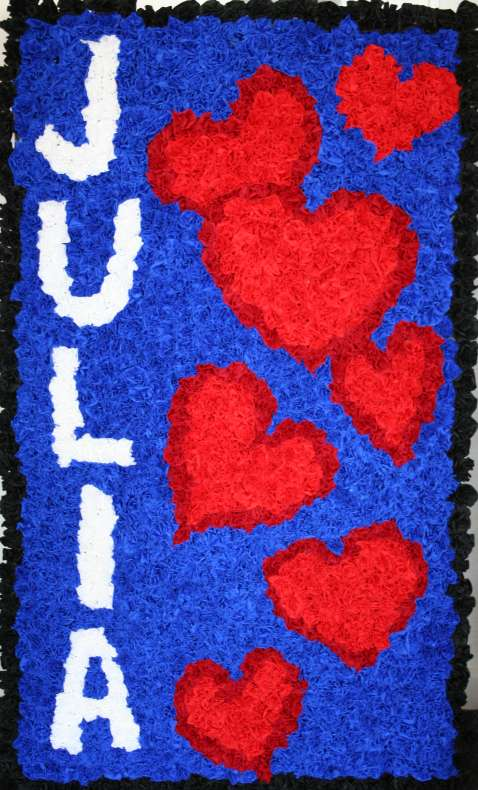
Maiherz aus 1500 Krepppapierröschen
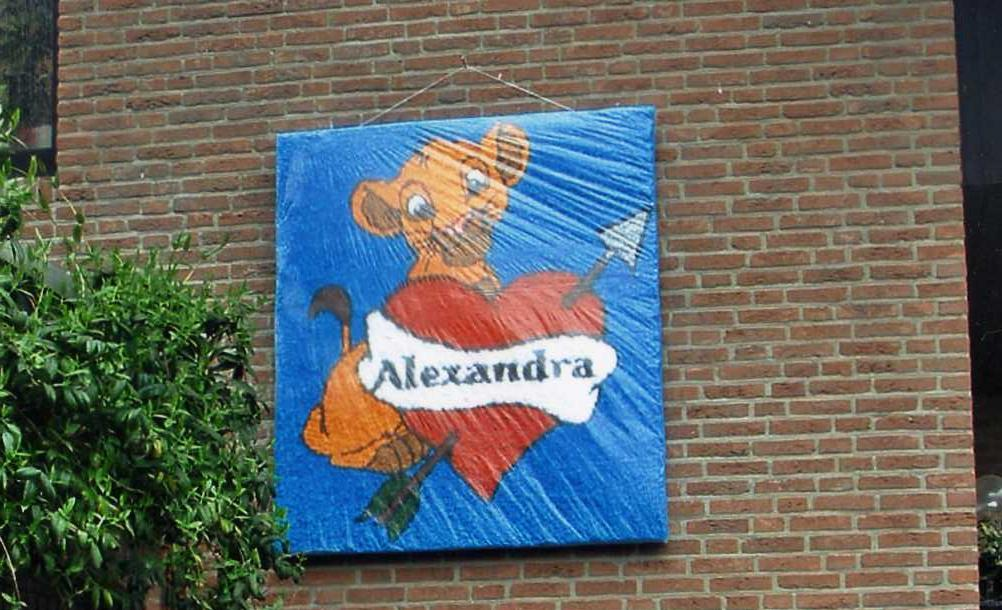
Maiherz eines Wikipedia-Users für seine Freundin 2006. Maße: 1,70 m × 1,60 m (Heinsberg)
Maiherz aus Granterath (Kreis Heinsberg)
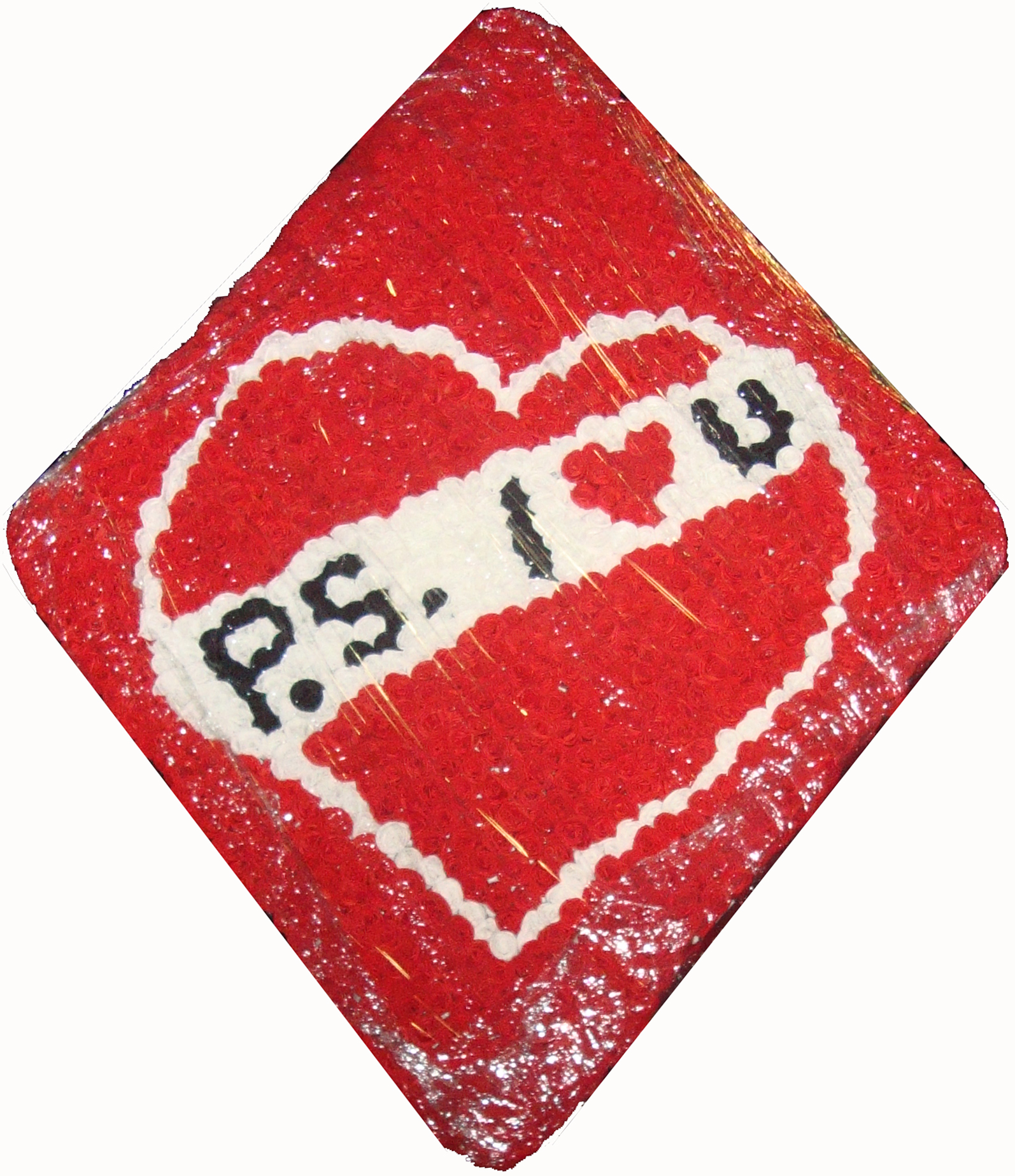
Maiherz „Caro“ 70x100 an Laterne bei Nacht (Heinsberg-Waldenrath)
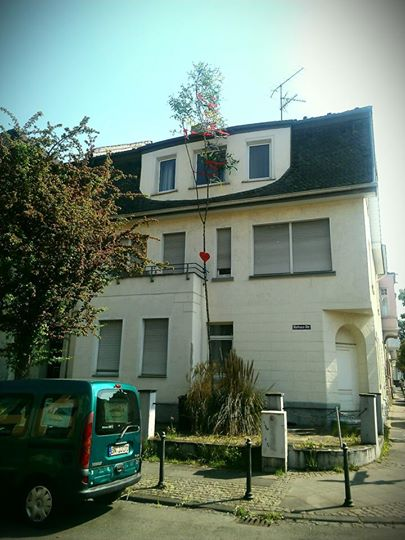
Mit Maiherz geschmückte Birke in Bonn-Beuel

### Schandbaum
Neben dem „Schmuck aus Liebe“ gibt es auch unschöne Exemplare. Ein mit Toilettenpapier oder anderen obszönen Gegenständen geschmückter Baum oder auch Maiherz, wird als Zeichen der Abneigung oder Beleidigung angesehen. Das Verwenden von schwarzen Plümen ist ebenfalls ein Zeichen eines Schandbaums.

### Schaltjahr
Vor ein paar Jahren noch regional begrenzt, ist in den letzten Jahren der Brauch, dass Mädchen ihren Jungs einen Maischmuck stellen, immer weiter verbreitet worden. In Schaltjahren können Mädchen ihren Freunden Maischmuck aufstellen, nach dem Motto: „Im Schaltjahr, gibt es einen Brauch – im Schaltjahr tun’s die Mädels auch!“

## Kritik
Gesellschaften, die das Maibrauchtum pflegen, stehen nicht selten in der öffentlichen Kritik. In manchen Dörfern wird die Maitradition eher als Anlass für den Konsum von Alkohol oder Ausschreitungen missbraucht. So werden bereits im Jahr 1732 von Johann Philipp Eugenius, Reichsgraf von und zu Merode in einer Verordnung für Schankstättenwesen „…alle ergliche mißgebräuch im Dantzen, und sonsten zu denen Mai-Zeiten eingeführte, ohnverantwortliche exceßen vornehmlich aber das ungebührliche nächtliche schatz-ausrufen etc. pp. …“ verboten.
In anderen Dörfern wiederum findet das Maibrauchtum in sehr ernstem Rahmen statt. Nicht selten werden Maifeste von Jugendlichen und jungen Erwachsenen allein organisiert. In vielen Dörfern haben Maigesellschaften daher ein gutes Ansehen und erhalten auch nicht selten Ehrungen oder Preise für ihre Jugendarbeit.